# Думница (приток Десны)
Думница (укр. Думниця) — правый приток Десны, протекающий по Корюковскому району (Черниговская область, Украина).

## География
Длина — около 29 км. Бассейн — н/д км².
Русло сильно-извилистое с крутыми поворотами, пересыхает. На реке в селе Стольное создан каскад прудов. С среднем течении (возле села Черногорцы) сообщается и впадает в канал системы каналов. Данный канал течёт на запад и впадет в реку Млинок. Затем (между селом Гребля и посёлком Домницы) река протекает в южном направлении по естественному руслу. В нижнем течении сообщается пересыхающей протокой с озёрами-старицами Речище и Старая Десна.
Река берёт начало от нескольких ручьёв севернее села Стольное. Река течёт в южном и юго-западном направлениях. Впадает в Десну (между реками Красиловка/Млинок и Ковчинка) восточнее села Авдеевка.
Пойма частично занята заболоченными участками с лугами, а также лесами.
В селе Стольном на берегу реки разбит парк, площадью 11 га.
На берегу реки расположен Домницкий монастырь (Собор Рождества Богородицы, Колокольня), что в посёлке Домница.
Притоки: нет крупных
Населённые пункты на реке (от истока к устью):
1. село Стольное
2. посёлок Домница